# Айдерштедтский диалект
Айдерштедтский диалект (нем. Eiderstedter Platt) — диалект немецкого языка, распространённый в шлезвигском регионе Айдерштедт. Является одним из шлезвигских диалектов, наряду с ангельнским, шванзенским и северошлезвигским. Близок к гольштейнскому диалекту.